# Christian Walz (musikalbum)
Christian Walz är det självbetitlade debutalbumet av sångaren Christian Walz, släppt den 1 november 1999. Det låg 6 veckor på Sverigetopplistan, med plats #39 som bästa position. 

## Låtlista
1. Nothing's Gonna Change My Mood
2. Lovin Is All Right
3. Ep
4. Spend The Night Together
5. Midday Friday Payday
6. Sentimental
7. Fertilize
8. Dancin To
9. More Than Flowers
10. 1 2 3
11. One Time
12. Panoum
13. Records & Amore + Sacrifice

### Listplaceringar
| Lista (1999) | Topplacering |
| ------------ | ------------ |
| Sverige      | 39           |

### Fotnoter
1. ↑  Listplacering Arkiverad 7 oktober 2016 hämtat från the Wayback Machine.